# Broye-les-Loups-et-Verfontaine
Broye-les-Loups-et-Verfontaine è un comune francese di 104 abitanti situato nel dipartimento dell'Alta Saona nella regione della Borgogna-Franca Contea.

## Società

### Evoluzione demografica
Abitanti censiti